# 米沢市立上郷小学校
米沢市立上郷小学校（よねざわしりつ かみごうしょうがっこう）は山形県米沢市にある公立小学校。

## 教育目標
- かしこく　　よく考え、進んで学ぶ子
- やさしく　　自他を思いやり、助け合う子
- たくましく　心身ともに元気な子

## 沿革
- 1891年（明治24年） - 上郷尋常小学校創立
- 1941年（昭和16年）4月1日 - 国民学校令により　上郷国民学校に改称
- 1947年（昭和22年）4月1日 - 学制改革により、上郷村立上郷小学校に改称
- 1955年（昭和30年）2月1日 - 米沢市との合併で米沢市立上郷小学校と改称

## 通学区域
- 大字川井、大字竹井、大字木和田、大字長手、大字上新田、大字下新田、大字浅川、大字梓川、八幡原一丁目、八幡原二丁目、八幡原三丁目、アルカディア一丁目[3]

## 進学先中学校
- 公立学校は、第七中学校へ進学[3]。